# Martijn Meij
Martijn Charl Hubert Meij (Geleen, 3 februari 1984) is een Nederlands voormalige handbalspeler.

## Biografie
Meij debuteerde bij BFC in de op het hoogste niveau handbal in Nederland en verkaste in 2007 naar Initia Hasselt. Hierna speelde Meij van 2009 tot 2015 voor het Belgische Achilles Bocholt waarmee hij twee keer de Belgische beker won en eenmaal de Beneluxliga. In 2015 stopte hij, na 15 jaar op topniveau te hebben gehandbald, met zijn spelerscarrière.
In 2016 ging Meij aan de slag als assistent-trainer bij het eerste herenteam van BFC. Eerst onder hoofdcoach Nick Onink en later zijn opvolger Maurice Canton. Tevens kwam hij enkele keren uit als speler voor het team.